# 赤道省
赤道省（法語：Province de l'Équateur）是位于刚果民主共和国西北部的一个省，首府姆班达卡，人口1,626,606（2005年），面積103,902平方公里，與剛果共和國接壤。

## 赤道省的镇
- 姆班达卡（Mbandaka）
- 巴桑库苏（Basankus）

## 旧赤道省

2005年之前的赤道省

2005年新宪法将全国行政区划从原来的11个省改为25个省。原来的赤道省面積为403,292平方公里。重新划分后，原赤道省由北到南、由东向西依次被划分为了北乌班吉省、蒙加拉省、南乌班吉省、楚阿帕省、赤道省五个新的省份。

### 旧赤道省的镇
- 姆班达卡（Mbandaka）
- 巴桑库苏（Basankusu）
- 利萨拉（Lisala）
- 戈巴多莱（Gbadolite）
- 盖梅纳（Gemena）
- 松戈（Zongo）
- 博恩代（Boende）